# Khmeliovka
Khmeliovka (en rus: Хмелёвка) és un poble de l'óblast d'Astracan, a Rússia, segons el cens del 2010 tenia 467 habitants.